# AEGON International 2010
L'AEGON International 2010 era un torneo tennistico che si è svolto in concomitanza tra uomini e donne, su campi in erba all'aperto. È stata la 36ª edizione del torneo per le donne e la seconda per gli uomini. Apparteneva alle categorie WTA Premier per quanto riguarda la parte femminile, e all'ATP World Tour 250 series per l'evento maschile. Si è svolto al Devonshire Park Lawn Tennis Club di Eastbourne, in Inghilterra, dal 13 al 19 giugno 2010.

## Partecipanti ATP

### Teste di serie
| Giocatore              | Nazionalità | Ranking* | Testa di serie |
| ---------------------- | ----------- | -------- | -------------- |
| Nicolás Almagro        | Spagna      | 18       | 1              |
| Feliciano López        | Spagna      | 31       | 2              |
| Gilles Simon           | Francia     | 33       | 3              |
| Julien Benneteau       | Francia     | 38       | 4              |
| Guillermo García López | Spagna      | 40       | 5              |
| Horacio Zeballos       | Argentina   | 42       | 6              |
| Aleksandr Dolhopolov   | Ucraina     | 46       | 7              |
| Michaël Llodra         | Francia     | 47       | 8              |

- Le teste di serie sono basate sul ranking del 7 giugno 2010.

### Altri partecipanti
I giocatori seguenti hanno ricevuto una wild-card per l'ingresso nel tabellone principale:
- Jamie Baker
- Gilles Simon
- James Ward

I giocatori seguenti hanno superato tutti i turni di qualificazione per il tabellone principale:

- Martin Emmrich
- Andrej Kuznecov
- Giovanni Lapentti
- Kei Nishikori

## Partecipanti WTA

### Teste di serie
| Giocatrice          | Nazionalità | Ranking* | Testa di serie |
| ------------------- | ----------- | -------- | -------------- |
| Caroline Wozniacki  | Danimarca   | 3        | 1              |
| Francesca Schiavone | Italia      | 6        | 2              |
| Samantha Stosur     | Australia   | 7        | 3              |
| Agnieszka Radwańska | Polonia     | 8        | 4              |
| Kim Clijsters       | Belgio      | 9        | 5              |
| Flavia Pennetta     | Italia      | 10       | 6              |
| Li Na               | Cina        | 11       | 7              |
| Marion Bartoli      | Francia     | 12       | 8              |

- Le teste di serie sono basate sul ranking del 7 giugno 2010.

### Altre partecipanti
Le giocatrici seguenti hanno ricevuto una wild-card per l'ingresso nel tabellone principale:
- Elena Baltacha
- Anne Keothavong
- Svetlana Kuznecova[1]

Le giocatrici seguenti hanno superato tutti i turni di qualificazione per il tabellone principale:

- Ekaterina Makarova
- Karolina Šprem
- Heather Watson
- Aleksandra Wozniak

## Campioni

### Singolare maschile
Michaël Llodra ha battuto in finale  Guillermo García López, 7-5, 6-2

### Singolare femminile
Ekaterina Makarova ha battuto in finale  Viktoryja Azaranka, 7–6(5), 6-4

### Doppio maschile
Mariusz Fyrstenberg /  Marcin Matchowski hanno battuto in finale  Colin Fleming /  Ken Skupski, 6-3, 5-7, [10-8]

### Doppio femminile
Lisa Raymond /  Rennae Stubbs hanno battuto in finale  Květa Peschke /  Katarina Srebotnik, 6-2, 2-6, [13-11]